# Лиственіт
Лиственіт (рос. лиственит, англ. listvenite, нім. Listwänit m, Listvenit m) — метасоматична гірська порода переважно кварцово-карбонатного складу, утворена по серпентинітах або інших ультраосновних метасоматичних гірських породах.

## Історія та етимологія
Лиственіти вперше були описані в 1837 році Густавом Роузом після знахідки на Лиственній Горі на Уралі.

## Загальний опис
Присутні мусковіт або серицит (що часто містять хром), польові шпати, хлорит, тальк, гематит, пірит. Структура гранобластова та лепідо-гранобластова, текстура смугаста, масивна, плямиста. Колір зелений, рідше жовтий, сірий. Середній хімічний склад (% мас): SiO2 — 35; Mg — 10-20; CaO — 15-30; СО2 — 20-40; FeO+Fe2O3 — 10-20. Густина 2,8-3,1. 

## Поширення
Лиственіт поширений у комплексах, що містять ультраосновні гірські породи у золоторудних родовищах (бокові або рудовмісні породи). Залягає зонально вздовж гідротермальних жил або в суцільній масі потужністю до десятків м у штокверках. 
Локації.
Окрім типового місцезнаходження на Уралі, лиственіти були описані в Омані, Туреччині, Греції, Казахстані, Кавказі, Західних Карпатах, Альпах, Альпійських хребтах Марокко, Канаді (Британська Колумбія та Квебек), Тибеті та інших місцях. Родовища лиственіту часто пов'язані з більшими офіолітовими комплексами, але самі зазвичай мають обмежений обсяг поширення.

## Використання
Лиственіт може використовуватися як облицювальний камінь. Під час формування лиственітів можуть утворюватися сульфідні руди та родовища золота. Лиственітизація часто пов'язана із золоторудним, поліметалічним, вольфрамовим і ін. зруденінням. Тому вони можуть бути пошуковою ознакою на ці корисні копалини.